# ريفا تايلور
ريفا تايلور (بالإنجليزية: Becky Taylor)‏ هي مغنية بريطانية، ولدت في 29 يونيو 1989 في هامرسميث في المملكة المتحدة.

## وصلات خارجية
- الموقع الرسمي
- ريفا تايلور على موقع ميوزك برينز (الإنجليزية)
- ريفا تايلور على موقع أول ميوزيك (الإنجليزية)
- ريفا تايلور على موقع ديسكوغز (الإنجليزية)